# Nationale Maatschappij der Belgische Spoorwegen

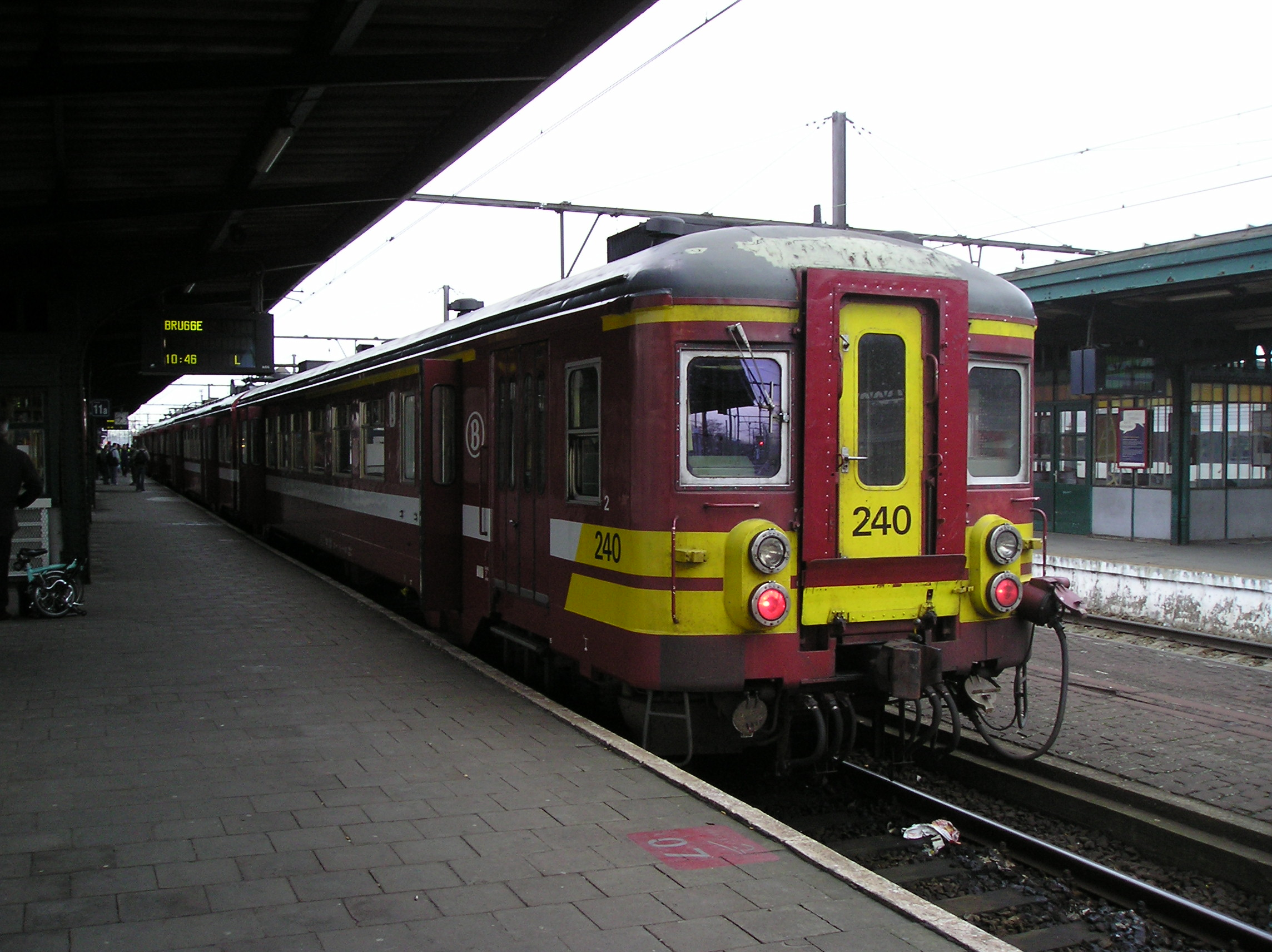
NMBS-trein - een MS62 in Gent-Sint-Pieters

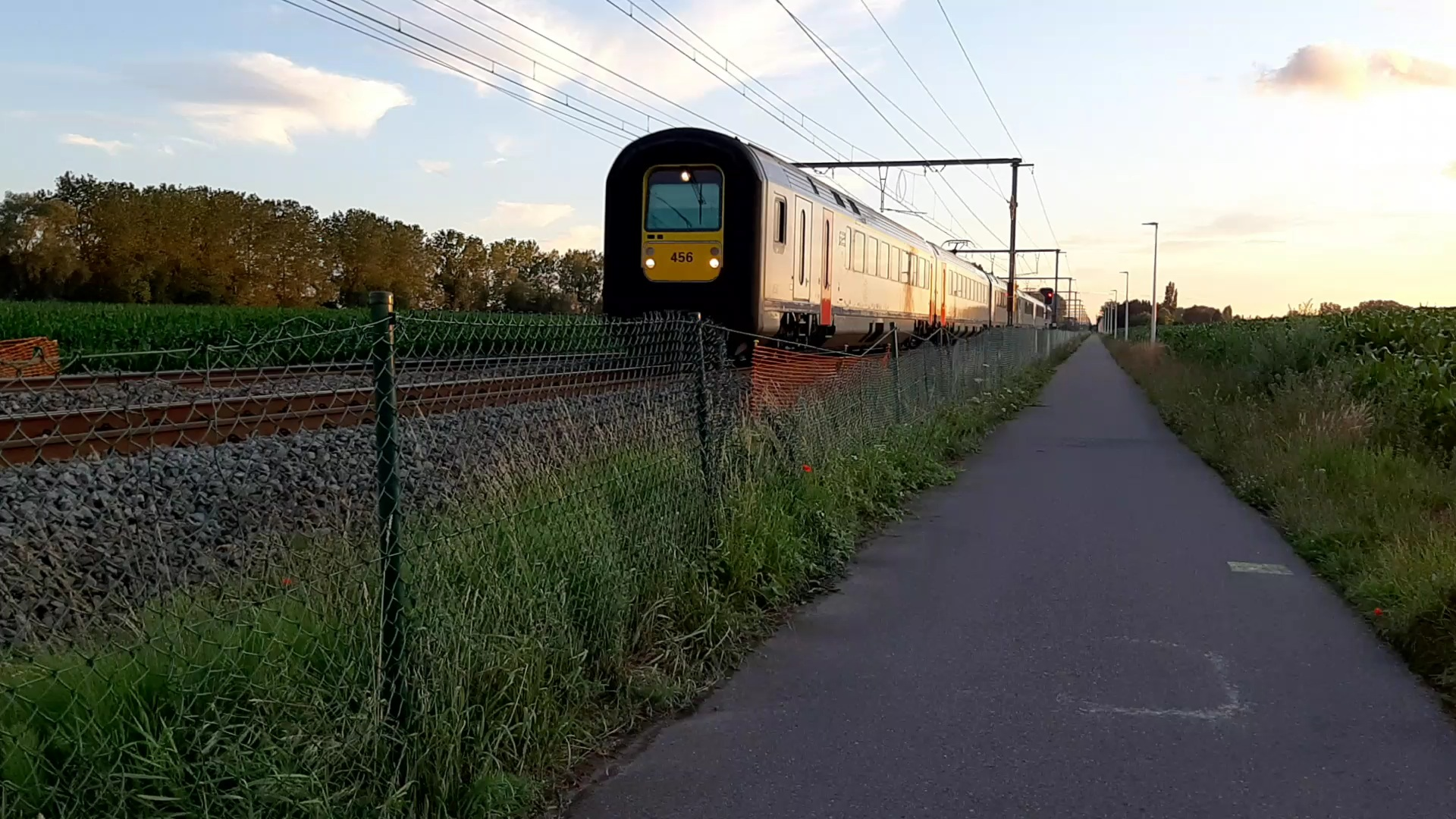
Een MS96 nabij Lokeren

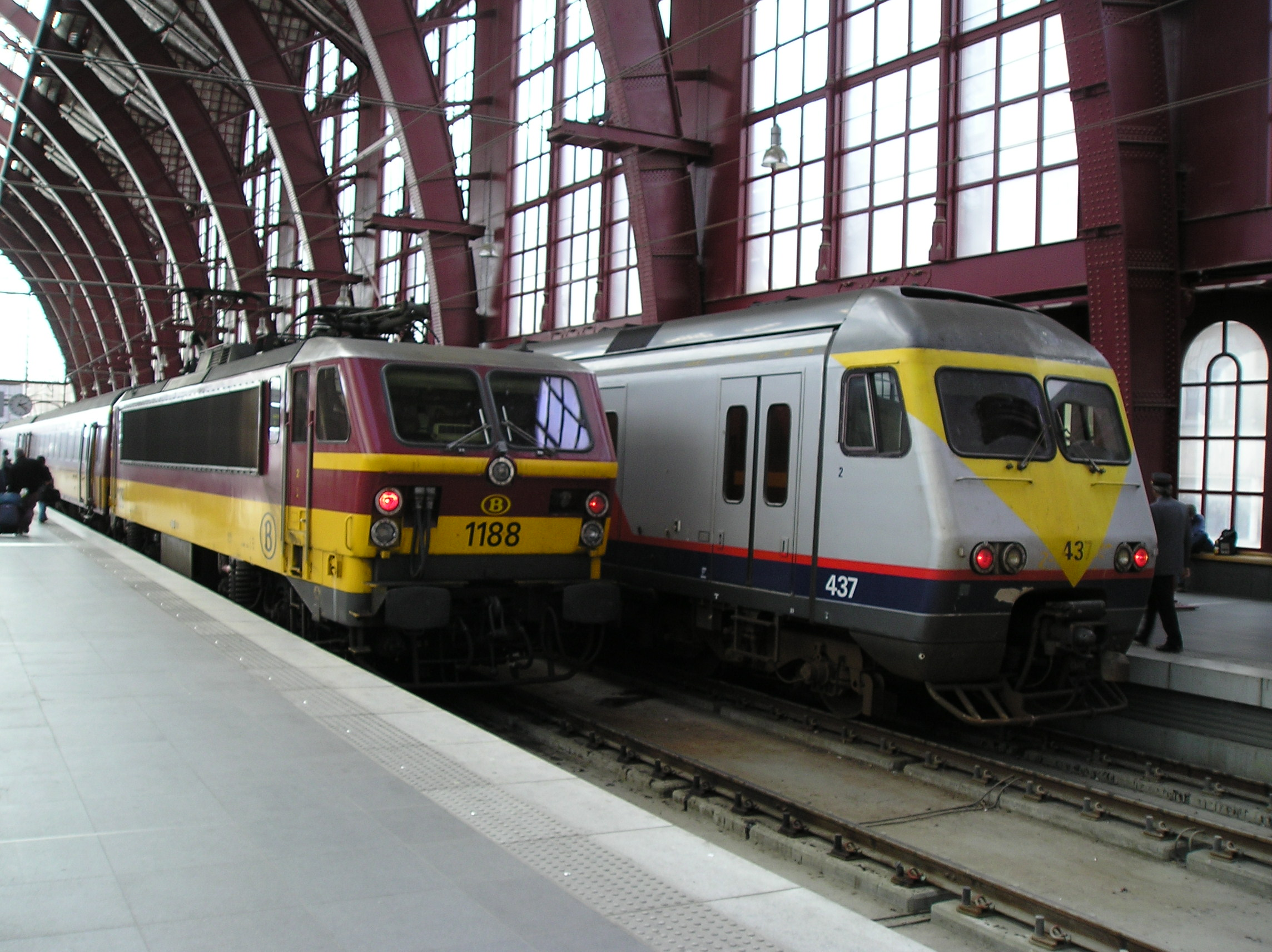
NMBS-treinen: locomotief HLE 11 met de toenmalige Beneluxtrein en MS80 (Break) in Antwerpen-Centraal

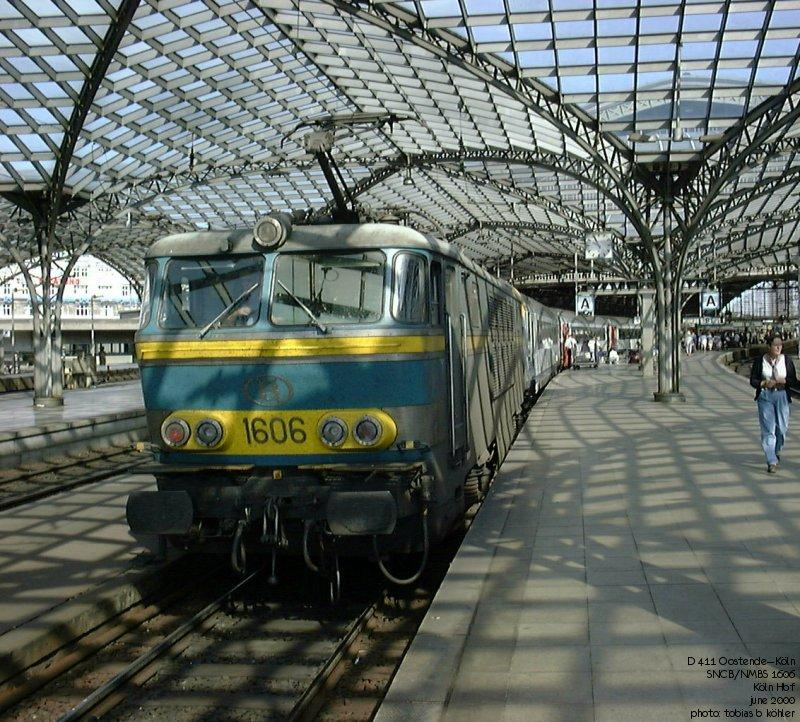
NMBS-trein locomotief HLE 16 in Köln Hauptbahnhof (2004)

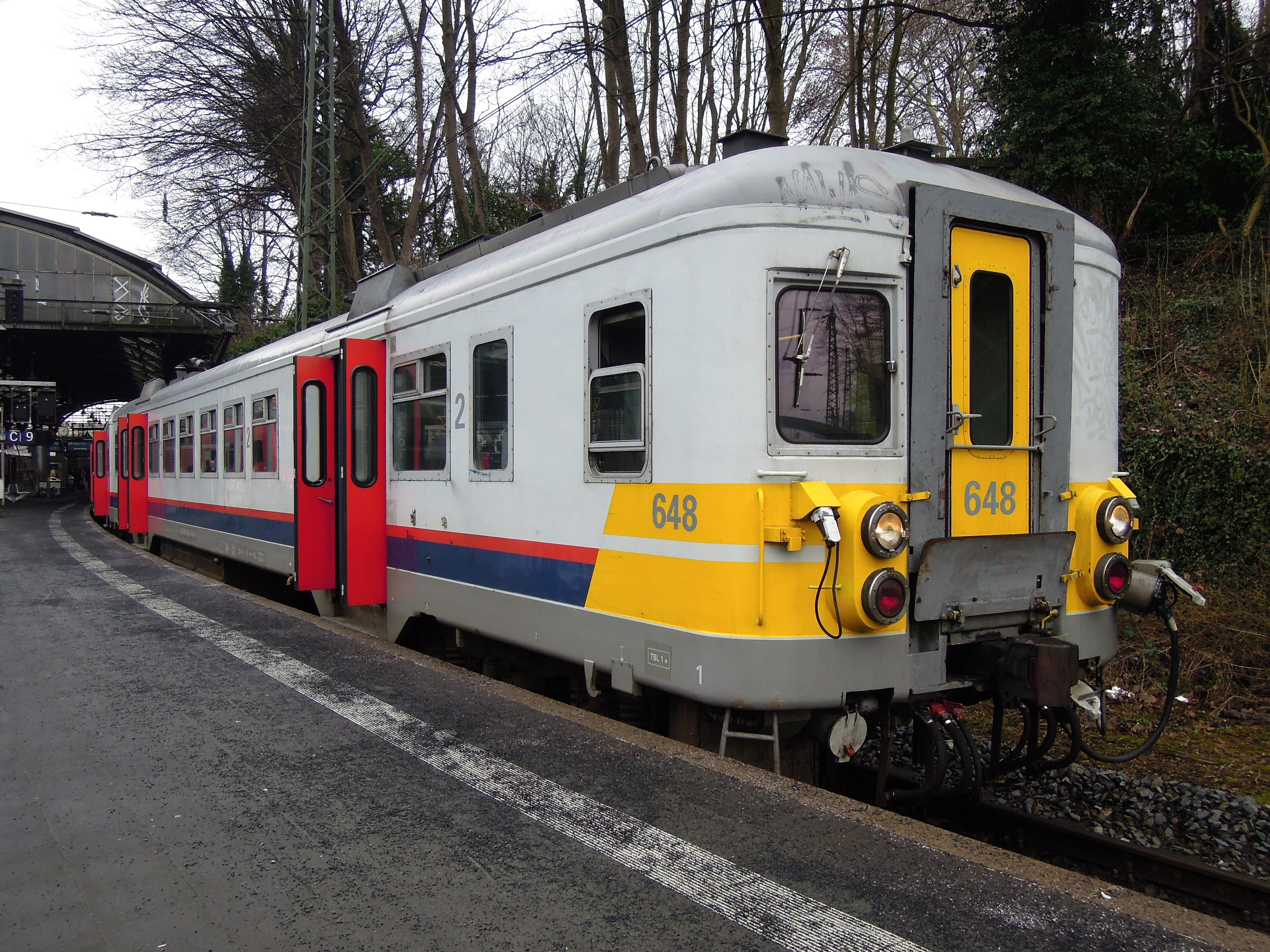
NMBS L 09-trein in Aachen Hauptbahnhof met een gemoderniseerde MS70JH

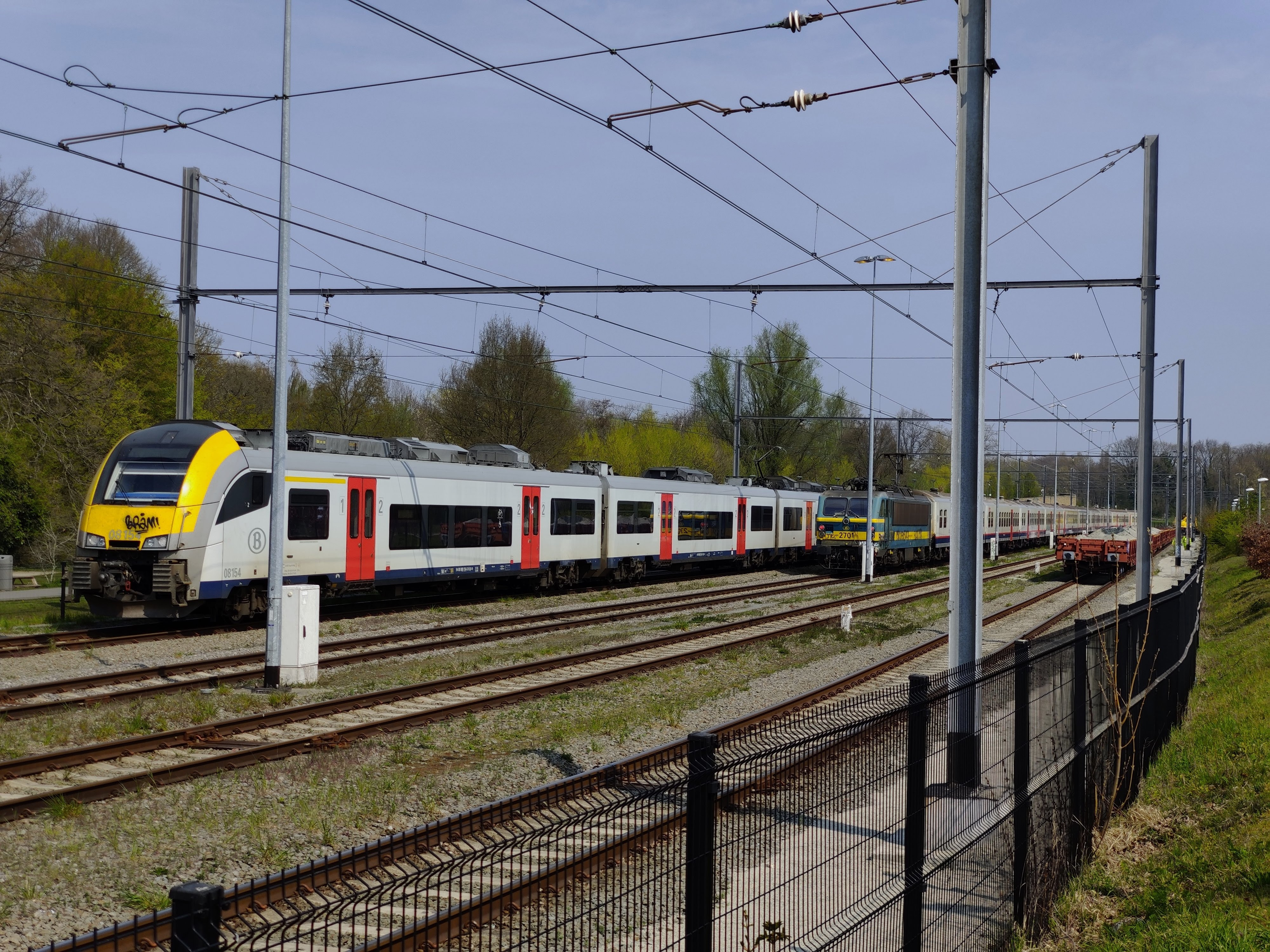
Desiro-treinstel, HLE 27(01) met M4-rijtuigen en goederenwagons in Turnhout

De Nationale Maatschappij der Belgische Spoorwegen (NMBS), in het Frans Société Nationale des Chemins de fer Belges (SNCB), is een nv die in opdracht van de Belgische Staat treindiensten in België exploiteert. Het totale Belgische spoornetwerk telt 3500 kilometer (waarvan 2998 km geëlektrificeerd).
Het logo, een hoofdletter B in een liggende ellips, kwam er na een wedstrijd in 1934. Een ontwerper op de tekenafdeling van de NMBS stelde een B voor met daarrond twee concentrische cirkels. Architect Henry Van de Velde, artistiek adviseur van de NMBS en voorzitter van de wedstrijdjury, verving de cirkels door een ovaal.
De vijf drukste stations zijn de drie Brusselse stations Brussel-Noord, Brussel-Centraal en Brussel-Zuid, gevolgd door Gent-Sint-Pieters en Antwerpen-Centraal.

## Geschiedenis
In 1926 werd de Nationale Maatschappij der Belgische Spoorwegen (NMBS) opgericht. Het nam de spoorlijnen en activiteiten van de staatspoorwegen over. De spoorwegen waren toen georganiseerd binnen het ministerie van Spoorwegen, Telegrafie en Posterijen, onder het rechtstreekse gezag van de Minister van Spoorwegen. Vanaf het einde van de 19e eeuw was het Bestuur der staatsspoorwegen begonnen met de overname van de vele private spoorwegmaatschappijen en -netten. Overigens, tot in 1958 zouden, naast de NMBS, nog enkele private spoorwegen blijven bestaan.
De Staatsspoorwegen werden gekenmerkt door politieke inmenging en een logge structuur, en hadden enkele grote corruptieschandalen meegemaakt (waardoor de Staat het Hoog Comité van Toezicht, de latere anticorruptiedienst, had opgericht). Daarenboven bleek dat een groot deel van het staatsbudget naar de spoorwegen ging, zonder duidelijk zicht op besteding en opbrengst ervan. De oprichting van de NMBS moet in die context worden gezien: een afzonderlijke rechtspersoon (een naamloze vennootschap), met eigen vermogen en financiering, zou de spoorwegen veel efficiënter kunnen beheren. Ook in andere Europese landen werden de spoorwegen, om dezelfde redenen, in door de overheid opgerichte vennootschappen ondergebracht. De structuur en oprichting van de NMBS was overigens gelijklopend met deze van de Deutsche Reichsbahn Gesellschaft (DRG). Ook in Belgisch-Congo had het (vergelijkbaar) samengaan van privaat initiatief met overheidscontrole goed gewerkt.
De overheid behield, via een systeem van bevoorrechte aandelen, de controle op de bedrijfsvoering van de NMBS. De Staat behield de gewone aandelen (met meervoudig stemrecht, waardoor het controle hield op de NMBS). De beleggers konden de bevoorrechte aandelen verweren, en dus intekenen op een deel van het kapitaal. Na de Tweede Wereldoorlog kocht de staat de meeste van de aandelen terug.
De NMBS had het tijdens de economische crisis in de jaren dertig erg moeilijk, door het teruglopen van goederen en reizigers. Toch kon ze enkele opmerkelijke initiatieven tot een goed einde brengen: de voltooiing van de expreslijn tussen Brussel en Gent, de elektrificatie van de lijn tussen Brussel en Antwerpen en het inleggen van sneltreinen tussen Brussel en Oostende met een rittijd van één uur. Op het einde van de jaren dertig boekte het bedrijf winst.

## Aanbod
De NMBS biedt nationaal en internationaal passagierstreinvervoer aan.

### Nationaal
Het nationale aanbod is opgedeeld in InterCity-treinen en lokale treinen. Brussel, Antwerpen, Gent, Charleroi en Luik hebben een voorstedelijk treinaanbod van lokaal verkeer, aangeduid als S-treinen. De dienstregeling wordt elk jaar in december gewijzigd.
InterCity- of IC-treinen stoppen in principe in elk groot station. Uitzonderlijk slaan bepaalde verbindingen middelgrote stations over of stoppen ze tussen steden. Lokale of L-treinen stoppen in (bijna) alle stations. S-trein is (sinds 13 december 2015 voor Brussel en sinds 1 september 2018 voor Antwerpen, Gent, Luik en Charleroi) de naam voor een lokale trein die deel uitmaakt van het voorstedelijke aanbod van Brussel, Antwerpen, Gent, Luik en Charleroi. Tijdens de spits rijden er extra piekuurtreinen (P-treinen).

#### Aantal reizigers
In 2022 vervoerde de NMBS 227 miljoen reizigers, een toename met 32% tegenover 2021, maar nog steeds minder dan in 2019 (voor de COVID-19-pandemie), toen 253 miljoen reizigers opstapten. Van deze 227 miljoen waren er 82 miljoen met een woon/werk abonnement en 61 miljoen met een schoolabonnement, 73 miljoen waren occasionele reizigers.

#### Fietsvervoer op de trein
Op alle klassieke treinen is er plaats voor fietsen, met een fietsticket en onder bepaalde voorwaarden. Het aantal plaatsen en de toegankelijkheid hangt sterk af van het treinmaterieel. Zo is er op treintypes zoals de I11 plaats voor twee fietsen, in het bagagecompartiment. Op M6-dubbeldekstrein is een grote multifunctionele ruimte (voor kinderwagens, rolstoelreizigers of fietsen (maximaal 12), of reizigers op klapstoeltjes). Bij deze twee treintypes kan de deur enkel door de treinbegeleider geopend worden. Vanaf 2021 werd in de zomerperiode in bepaalde treinen ruimte gemaakt voor 10 in plaats van 2 fietsen, samen goed voor 600 extra fietsplaatsen, vooral op de lijnen Oostende-Eupen en Brussel-Luxemburg.
In 2019 waren er 251.000 reizigers met een fiets, zowat een verdubbeling tegenover tien jaar eerder. In 2021 hadden de NMBS-treinen samen plaats voor 4.450 fietsen. Door de ingebruikname van de nieuwe M7-dubbeldeksrijtuigen zal dat aantal tegen eind 2025 stijgen tot 6.700, waarvan bijna de helft zonder tussenkomst van de treinbegeleider en via lage instaphoogte bereikbaar. Het aantal treinen met een lage opstap gaat in diezelfde periode van 29 naar 47%.

### Internationale dag- en nachttreinen
NMBS exploiteerde in het verleden enkele internationale dag- en nachttreinen in samenwerking met andere nationale spoorwegmaatschappijen. In 2003 schafte de NMBS de nachttreinen af om zich toe te spitsen op hogesnelheidstreinen.

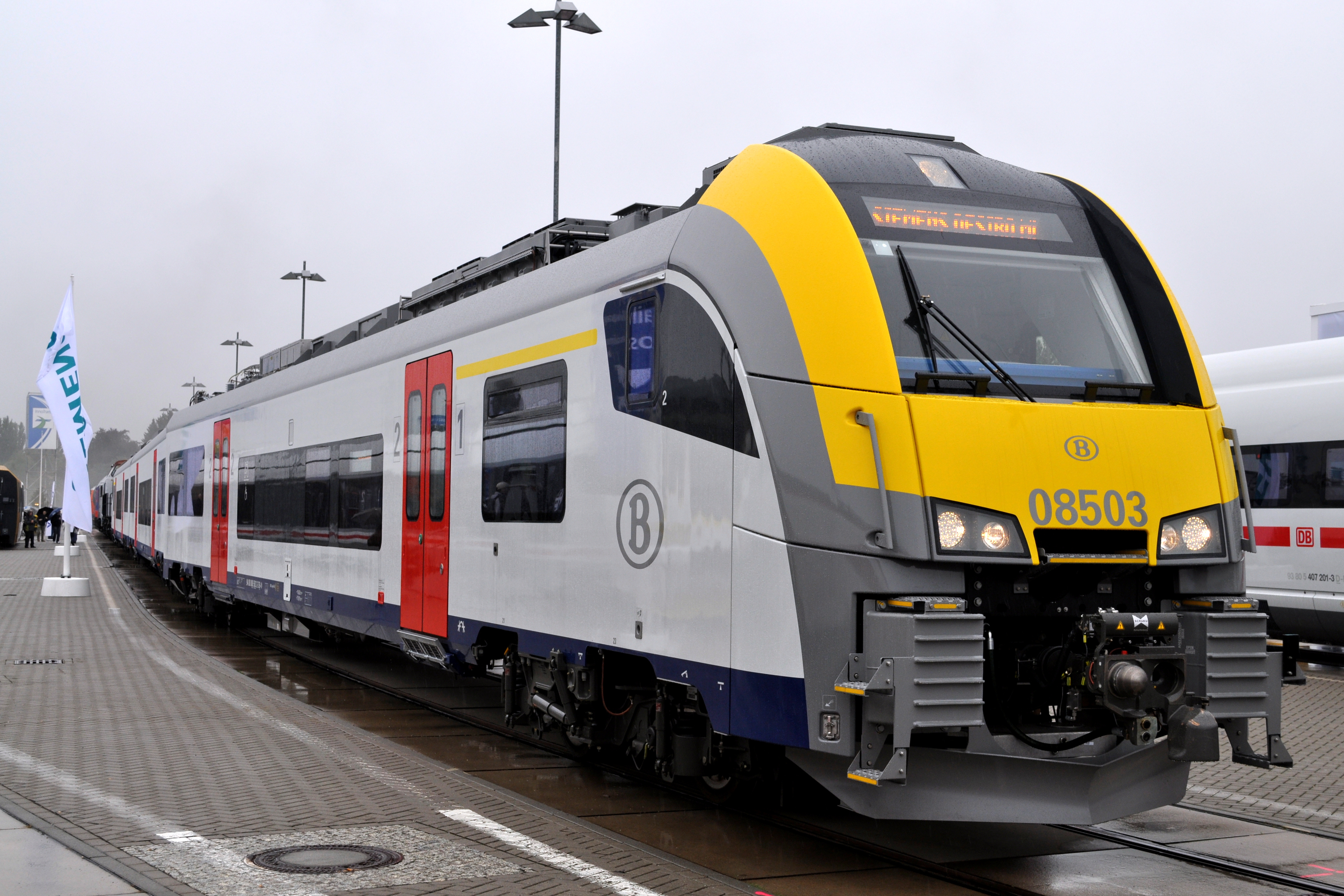
Een Desiro-treinstel (MS08)

## Huidige organisatie
De NMBS is de Belgische naamloze vennootschap van publiek recht die de exploitatie en commercialisering verzekert van het nationale en internationale reizigersvervoer per spoor. Zij staat eveneens in voor het beheer van het rollend materieel.
De NMBS stelt ruim 18.600 mensen te werk en realiseert een omzet van ongeveer 1,897 miljard euro (2005). Ze beheert ook haar deelnemingen in vennootschappen als Eurostar, IFB, TRW en anderen.
In 1991 werd de NMBS een 'autonoom overheidsbedrijf'. Om tegemoet te komen aan de EU-regelgeving voor een vrije toegang voor alle vervoerders op het Europese spoorwegnet, werd de NMBS op 1 januari 2005 opgesplitst in drie delen: een beheerder van de infrastructuur (Infrabel), een exploitant van de treinen (NMBS) en een overkoepelende holding (NMBS-Holding). Zij vormden met hun drieën de NMBS-Groep.
Op 1 januari 2014 verdween de NMBS-Groep. Infrabel werd een autonoom overheidsbedrijf. NMBS-Holding fuseerde met NMBS en veranderde haar naam in NMBS. Daarnaast werd de firma HR-Rail opgericht, als filiaal van zowel Infrabel als NMBS. HR-Rail zorgt voor het personeelsbeheer (werkgever en loonberekening) van de twee spoorbedrijven. Vakbondsleden bij de spoorwegen pleiten echter voor het samensmelten van de NMBS en Infrabel in één spoorwegbedrijf, zoals dat vóór 2005 het geval was.
Momenteel is de NMBS verlieslatend en vooral hierdoor zijn de schulden van de NMBS-Groep in 2010 opgelopen tot 3,08 miljard euro terwijl deze eind 2009 'slechts' 2,73 miljard euro bedroegen. De NMBS-Groep zag het eerste halfjaar 2011 haar omzet stijgen, en slaagde erin het verlies te verkleinen tegenover dezelfde periode vorig jaar. Dankzij de verbeterde resultaten van de NMBS trad er vanaf 2015 een schuldstabilisatie op.
Marc Descheemaecker, voormalig bestuursvoorzitter van de NMBS, loodste een zwaar besparingsplan door zijn raad van bestuur. Het hield onder meer in dat 193 treinritten werden geschrapt.

### B-Technics
B-Technics is de afdeling van de NMBS die verantwoordelijk is voor de aankoop, het onderhoud en de modernisering van de treinen. In 2023 werkten er ongeveer 5.500 personeelsleden.

## Bestuur

### Gedelegeerd bestuurders
De namen van de directeurs van de NMBS
- 1926-1932: Foulon
- 1933-1942[14][15]: Narcisse Rulot
- 1945: R. Henning
- 1946-1951: F. Delory
- 1952-1965: M. de Vos
- 1966-1973: L. Lataire
- 1974-1978: G. Vanhee (bijna 40 jaar in dienst bij de NMBS)[16]
- 1979-1986 (tot eind november): Edouard Flachet, Directeur-Generaal (Directeur Général).

Vanaf 1986 is deze functiebenaming verdwenen en vervangen door "gedelegeerd bestuurder" (Administrateur Délégué).
Gedelegeerd bestuurders:
- einde 1986-1987: Honoré Paelinck (slechts enkele maanden)[17]
- 1986-1991: Etienne Schouppe, directeur-generaal[bron?][18]
- 1991-2002: Etienne Schouppe, gedelegeerd bestuurder tot 25 april 2002
- 2002: Christian Heinzmann, gedelegeerd bestuurder (benoemd met koninklijk besluit van 25 april 2002; nam zelf ontslag op 30 april 2002; bleef aan tot juli 2002)[19]
- Korte bestuursperiode van het directiecomité onder leiding van directeur Antoine Martens
- 2002-2004: Karel Vinck (aangesteld midden juni, KB van 4 juli 2002)
- 2005-2013: Marc Descheemaecker
- 2013-2017: Jo Cornu
- 2017-heden: Sophie Dutordoir[20]

### Voorzitters
| Periode      | Voorzitter           |
| ------------ | -------------------- |
| 1914 - 1938  | Michel Levie         |
| 1986 - 1991  | Didier Reynders      |
| 1991 - 2002  | Michel Damar         |
| 2002 - 2004  | Alain Deneef         |
| 2004 - 2009  | Edmée De Groeve      |
| 2009 - 2013  | Laurence Bovy        |
| 2013 - 2021  | Jean-Claude Fontinoy |
| 2021 - heden | Thibaut Georgin      |

## Tarieven personenvervoer
De tarieven zijn gebaseerd op het aantal af te leggen kilometers. Dit zijn de zogenoemde tarifaire kilometers, die kunnen afwijken van de werkelijke spoorafstanden. Bij een afstand groter dan 150 km gelden de prijzen voor 150 km. De minimumprijs is die voor zes kilometer. De prijs van een heen-en-terugreis is het dubbele van de prijs voor een biljet enkele reis.
In enkele agglomeraties zijn de stations gegroepeerd in een zone, waarbij een kaartje van buiten die zone naar erbinnen (of omgekeerd) naar élk station in die zone toegestaan is. Met een kaartje naar Zone Brussel kan men bijvoorbeeld naar Brussel-Zuid, maar ook naar Watermaal reizen.
Naast de standaardvervoersprijzen vraagt de NMBS een zogenoemde Diabolo-toeslag voor het reizen naar of van Brussels Airport-Zaventem.
Naast de standaardkaartjes biedt de NMBS voor gereduceerd tarief een weekendbiljet, een heen-en-terugbiljet dat enkel in het weekend geldig is, en hebben bepaalde groepen tariefverminderingen. Vervoersbewijzen kunnen in het station gekocht worden (zowel aan het loket als aan de automaten), via het internet, de NMBS-app of met toeslag (gekend als "tarief aan boord") bij de treinbegeleider.
Er zijn verder abonnementen die gedurende enkele jaren "treinkaart" werden genaamd, maar nu weer abonnementen heten (zoals treinabonnement, schoolabonnement, netabonnement en Campusabonnement), meerrittenkaarten (Standard Multi (voorheen gekend als Rail Pass), Youth Multi (voorheen gekend als Go Pass 10) en Local Multi (voorheen gekend als Key Card)). Voor grensoverschrijdende trajecten, inclusief trajecten van/tot de grens, als men voor het andere land over een abonnement of dagkaart beschikt, gelden andere tarieven.
Daarnaast zijn er tijdelijke acties en reducties gekoppeld aan evenementen en attracties (Discovery Ticket).

## Dochterondernemingen
Ontwerpbureau Eurostation (en haar Waalse tegenhanger Eurogare), Euro Immo Star en B-Parking werden opgericht door de NMBS.
De spoorwegmaatschappij participeert in Cambio; daarnaast ook in BeNe Rail, voor het distribueren van internationale tickets samen met de NS; Transurb, een samenwerking met de MIVB voor het realiseren van openbaarvervoer-projecten; Railtour, een internationaal reisbureau voor bedrijven, en als laatste Publifer, de eigenaar van de reclamepanelen in de stations. De maatschappij is tevens aandeelhouder van Eurostar. Train World is het treinmuseum van de NMBS.

## Voormalige activiteiten

### Goederen
De NMBS had sinds het begin een goederentak, later B-Cargo genoemd. In 2011 werd B-Cargo omgevormd tot een dochteronderneming van de NMBS met de naam NMBS Logistics. De privatisering vond plaats in 2015, onder de naam B Logistics en met investeringen van de onafhankelijke private-equitygroep Argos Wityu. Voor de privatisering was het bedrijf niet winstgevend, nadien nam de winstgevendheid toe. In 2017 veranderde de naam van B Logistics in Lineas. Het bedrijf wilde zijn Europese ambitie markeren en afstand nemen van het staatspatrimonium dat het vroeger bezat.
Begin 2021 verkocht de NMBS haar resterende belang van 10 % aan de Federale Participatie- en Investeringsmaatschappij.

### Blue-bike
In mei 2011 werd Blue-bike opgericht, een fietsdeelsysteem dat fietsen aanbiedt aan 53 treinstations en De Lijn-bushaltes, verspreid over België. Het project werd mede opgericht door de NMBS-Holding en FIETSenWERK, onder de naam Blue-mobility. Het is een aanvulling op het openbaar vervoer, voor het natraject. In 2014 werden ook vervoersmaatschappijen De Lijn en TEC aandeelhouder, en volgde Ethias Eneco op als sponsor. In 2018 kondigde Vlaams minister van mobiliteit Ben Weyts aan dat de NMBS haar aandelen in Blue-bike zou verkopen aan De Lijn.

## Materieel
| Type                 | Afbeelding           | Bouwjaar             | Aantal               |
| Hogesnelheidstreinen | Hogesnelheidstreinen | Hogesnelheidstreinen | Hogesnelheidstreinen |
| -------------------- | -------------------- | -------------------- | -------------------- |
| TMST                 |                      | 1993                 | 4 van NMBS           |
| TGV PBKA             |                      | 1996-1997            | 7 van NMBS           |
| Treinstellen         |                      |                      |                      |
| MS75                 |                      | 1975-1977            | 44                   |
| MS80                 |                      | 1979                 | 139                  |
| MS86                 |                      | 1986-1988            | 52                   |
| MS96                 |                      | 1996                 | 120                  |
| MW41                 |                      | 2000-2002            | 96                   |
| MR08                 |                      | 2008-2011            | 305                  |
| MR30                 |                      |                      |                      |
| Locomotieven         |                      |                      |                      |
| HLD 55               |                      | 1961-1962            | 42                   |
| HLE 27               |                      | 1981-1984            | 60                   |
| HLE 21               |                      | 1984-1988            | 60                   |
| HLE 13               |                      | 1997-2001            | 60                   |
| HLR 77               |                      | 1999-2002            | 170                  |
| HLE 28-29            |                      | 2007-2010            | 48                   |
| HLE 18-19            |                      | 2009-2012            | 120                  |
| HLE 17               |                      | 2026 verwacht        | 50 (gepland)         |
| Rijtuigen            |                      |                      |                      |
| I6                   |                      | 1977-1979            | 80                   |
| M4                   |                      | 1979-1984            | 580                  |
| M5                   |                      | 1979-1983            | 130                  |
| I10                  |                      | 1987                 | 91                   |
| I11                  |                      | 1995-1997            | 163                  |
| M6                   |                      | 1999-2011            | 492                  |
| M7                   |                      | 2019-                | 747                  |

## Galerij

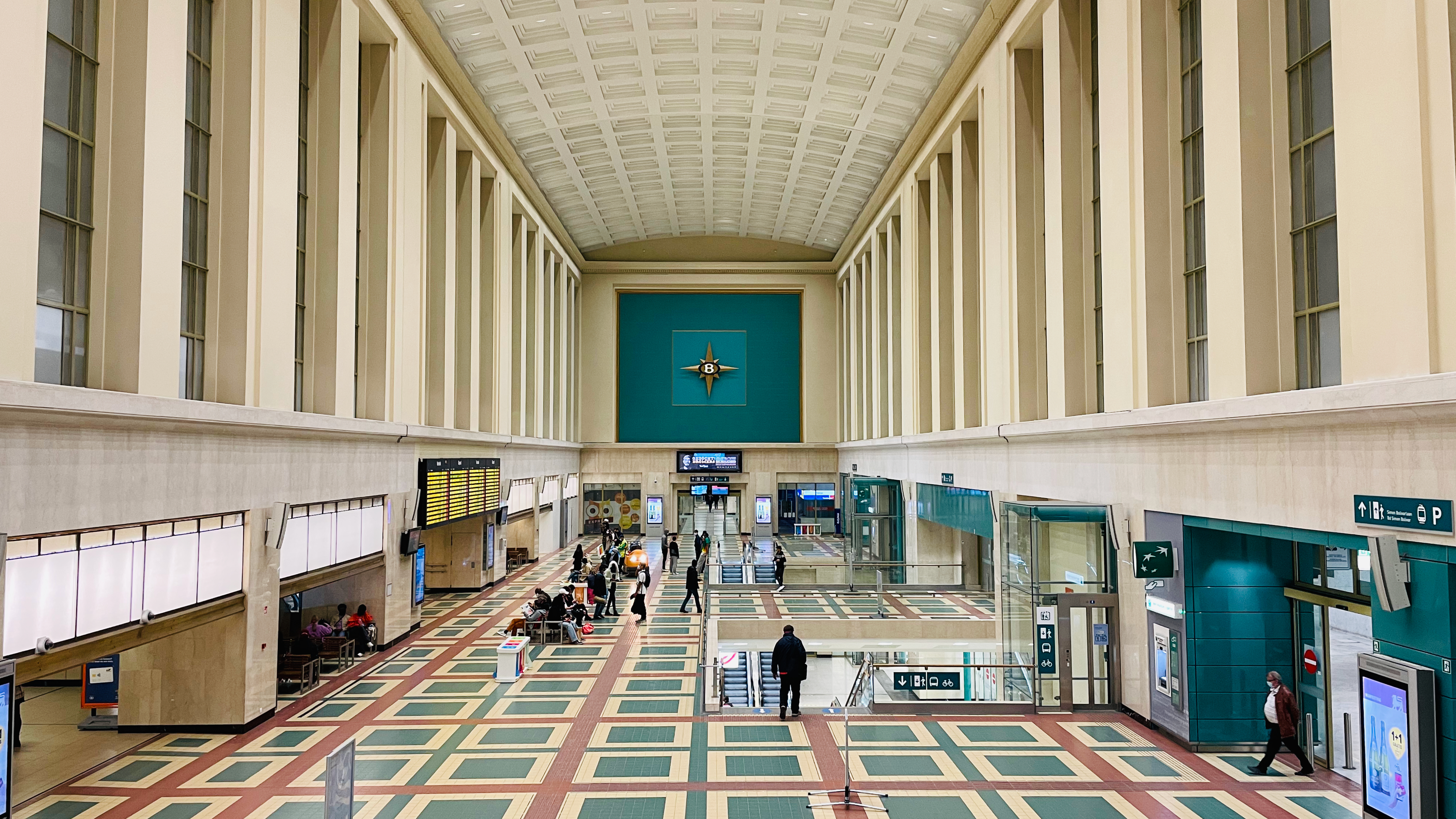
De stationshal van Brussel-Noord met centraal achteraan de 'Noordster' met logo van de NMBS
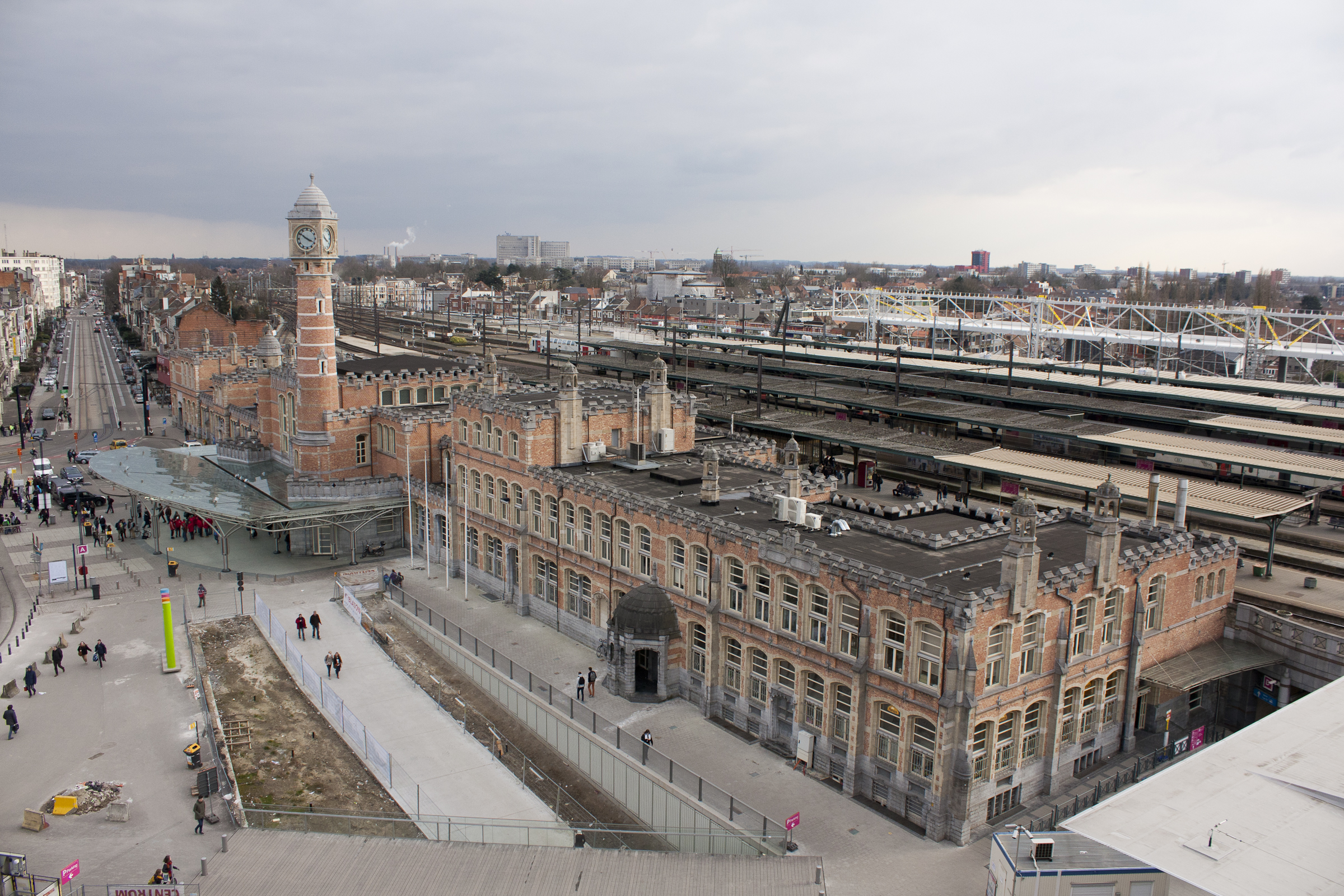
Station Gent-Sint-Pieters, het drukste station van Vlaanderen
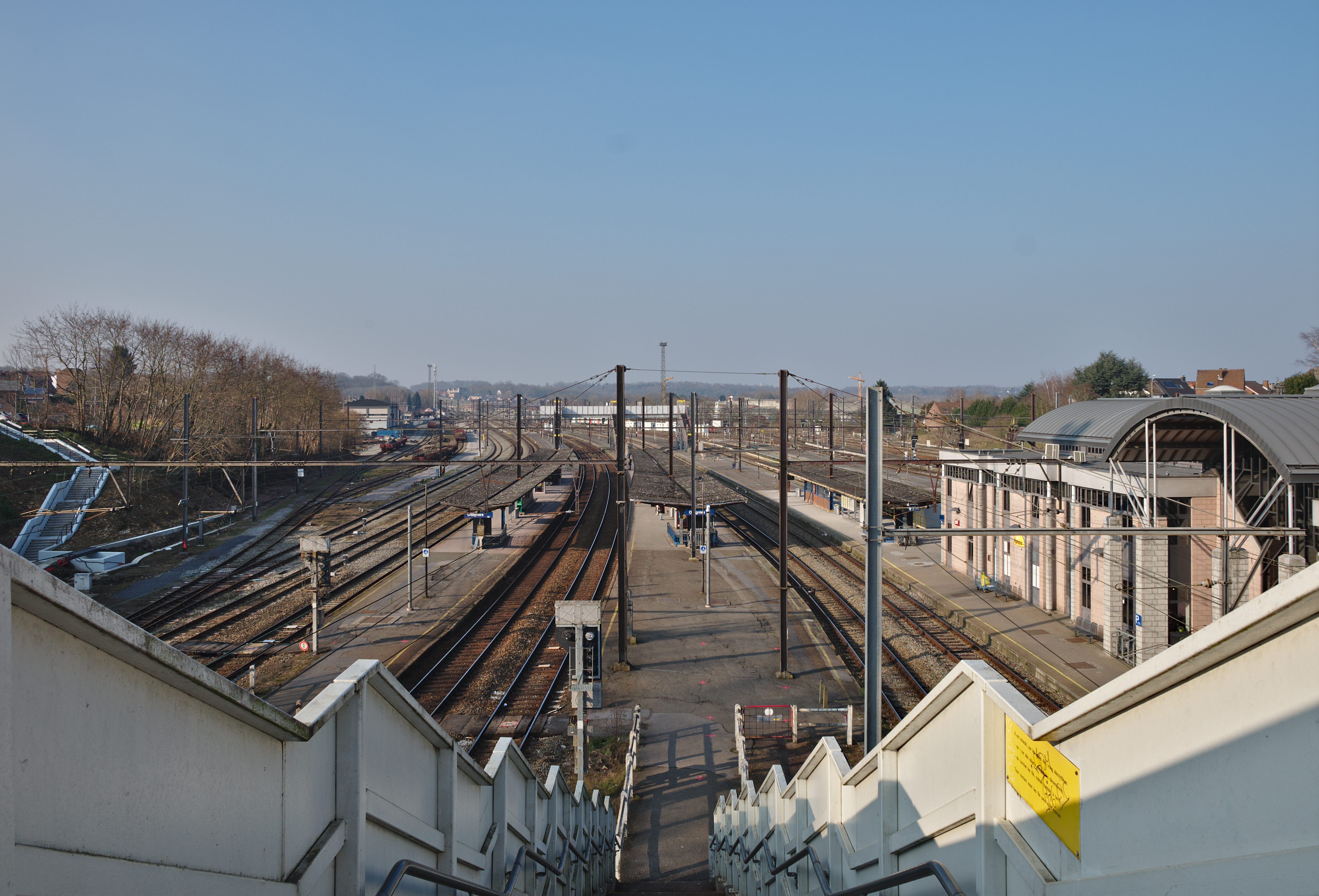
Station Ottignies, het drukste station van Wallonië
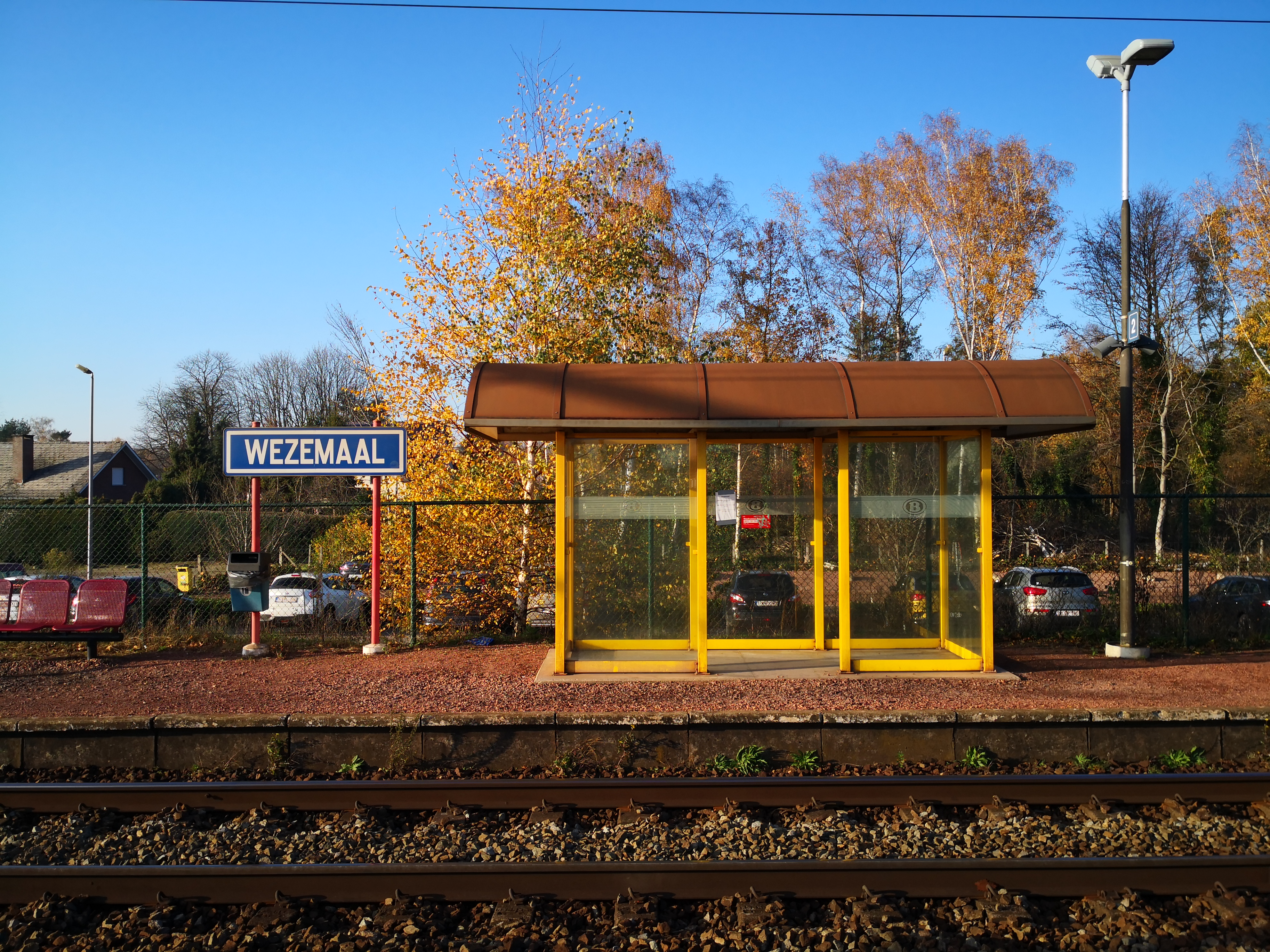
Station Wezemaal in 2020 voor de werken met schuilhuisje en oud type stationsbord
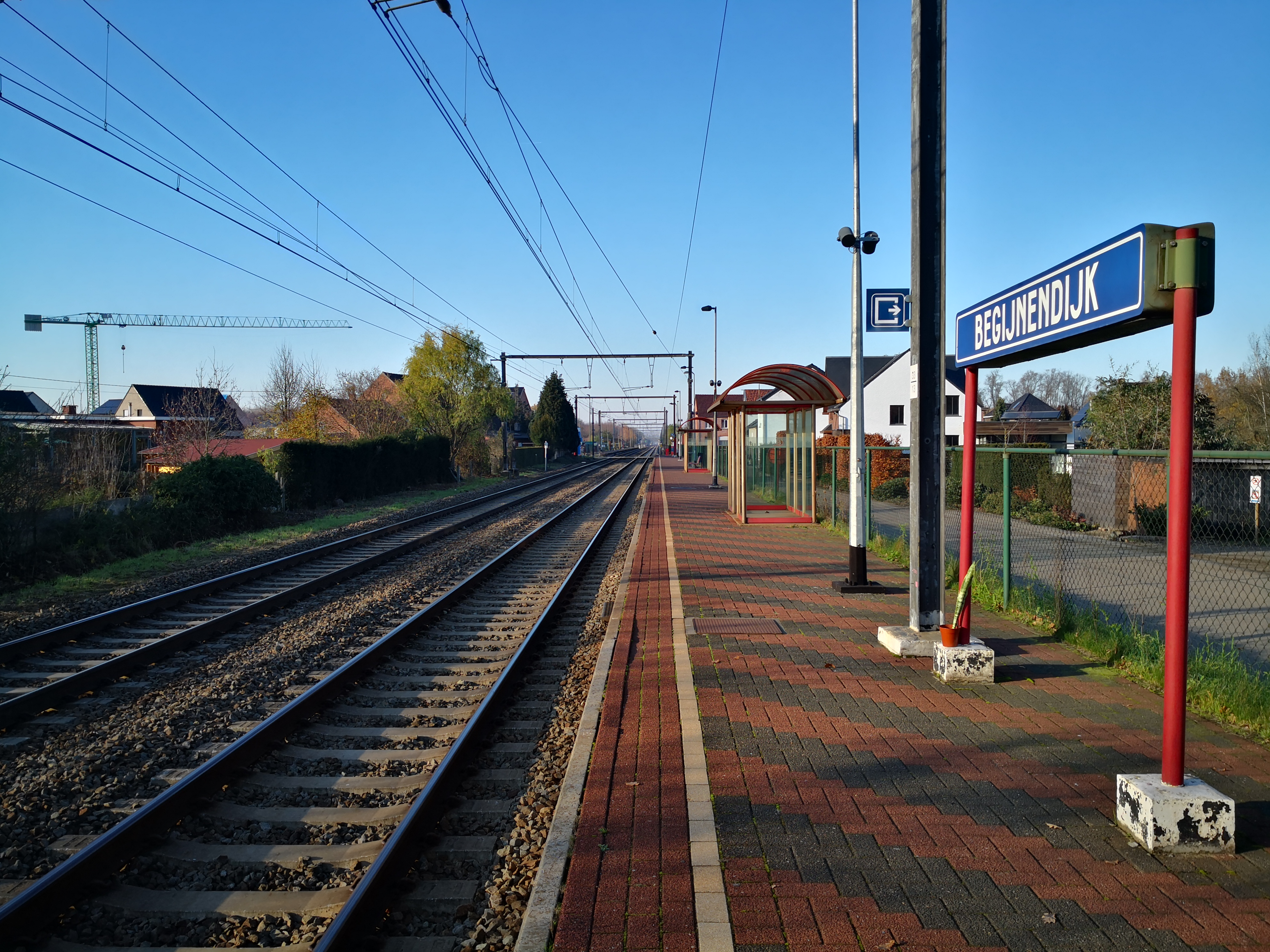
Station Begijnendijk in 2020
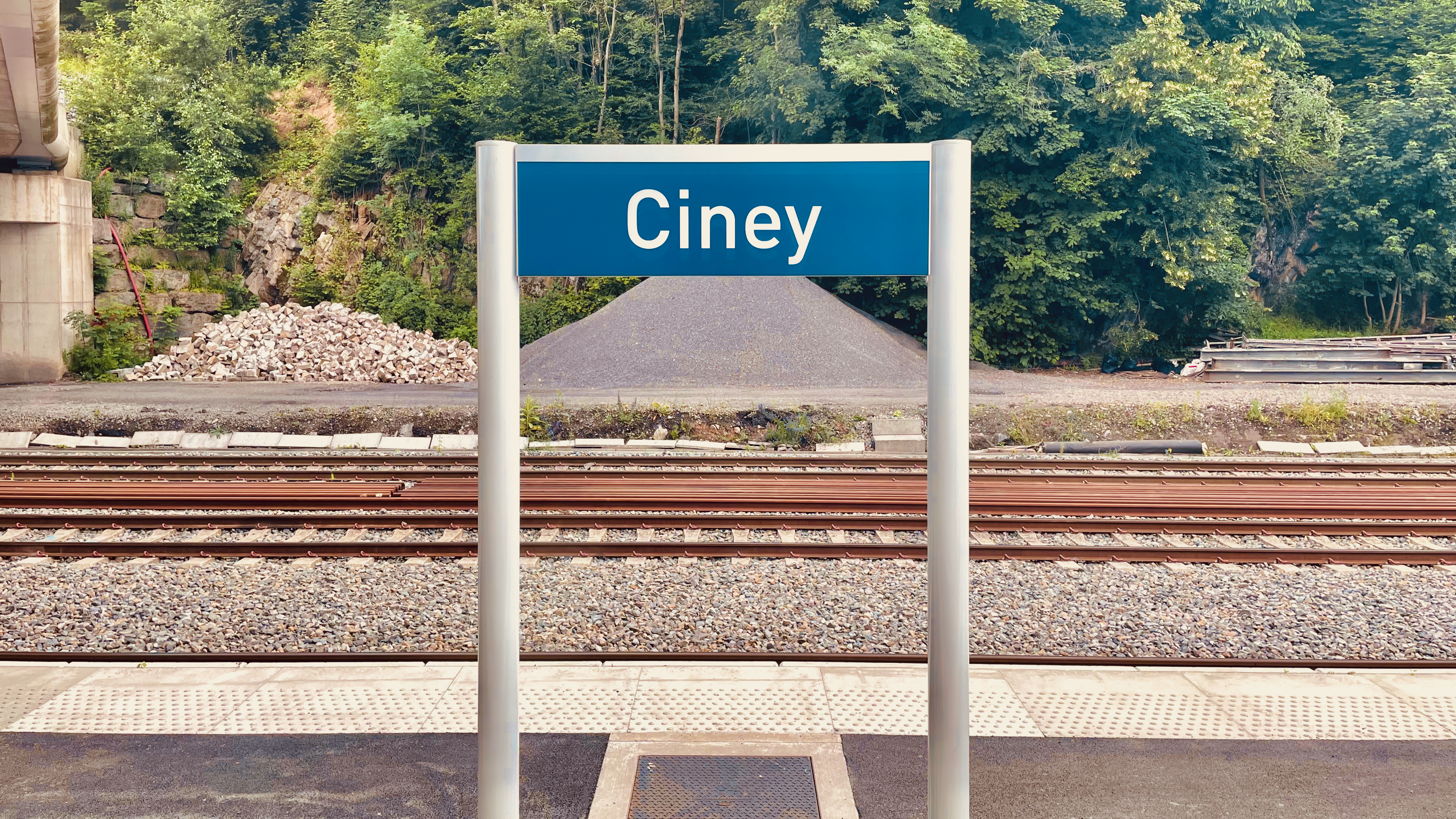
Stationsnaam Ciney in de nieuwe huisstijl van de NMBS